# Almogía
Almogía is een gemeente in de Spaanse provincie Málaga in de autonome regio Andalusië met een oppervlakte van 163 km². In 2007 telde Almogía 4299 inwoners.